# Vladimír Zábrodský
Vladimír Zábrodský, född 7 mars 1923 i Prag, död 20 mars 2020 i Solna, var en tjeckoslovakisk ishockeyspelare.
Han blev olympisk silvermedaljör i ishockey vid vinterspelen 1948 i Sankt Moritz.